# 欧洲食品安全局
欧洲食品安全局( European Food Safety Authority，EFSA ) 是欧洲联盟的一個歐洲聯盟專門機構，該機構會向有關部門提供科学建议并就食物鏈可能出現的风险與有關部門进行沟通。 EFSA 成立于2002年2月，总部位于意大利帕尔马。

## 外部鏈接
- 维基共享资源上的相關多媒體資源：欧洲食品安全局
- 官方网站
- Health-EU （页面存档备份，存于） public health portal of the Directorate-General for Health and Consumers（英语：Directorate-General for Health and Consumers）
- EFSA Journal （页面存档备份，存于）